# Marta López Herrero
Marta López Herrero (ur. 4 lutego 1990 w Maladze) – hiszpańska piłkarka ręczna grająca na pozycji prawoskrzydłowej. Brązowa medalistka olimpijska 2012. Wicemistrzyni Europy (2014). Obecnie występuje we francuskiej Division 1 Kobiet, w drużynie CJF Fleury Loiret Handball.

## Sukcesy

### reprezentacyjne
- brązowa medalistka igrzysk olimpijskich 2012 w Londynie
- srebrna medalistka mistrzostwa Europy 2014

### klubowe
- złota medalistka mistrzostw Francji 2015
- zdobywczyni pucharu Francji 2014